# رایز رکوردز
رایز رکوردز (انگلیسی: Rise Records) یک ناشر موسیقی آمریکایی مستقر در بیورتون، اورگن است که از سال ۱۹۹۱ آغاز به کار کرد.